# Wereldkampioenschap korfbal 1995
Het wereldkampioenschap korfbal in 1995 werd in november 1995 gehouden in het Indische New Delhi. Het was het eerste wereldkampioenschap dat buiten Europa werd gehouden. Twaalf teams deden mee aan het toernooi dat voor de vijfde keer werd gehouden. Het Nederlands korfbalteam won de wereldtitel ten koste van het Belgisch korfbalteam, de wereldkampioen van 1991.

## Kwalificatie
Direct gekwalificeerd waren gastland India en de top vier van het vorige wereldkampioenschap België, Nederland, Chinees Taipei en Duitsland. Ook één team uit Oceanië, Australië, één team uit Noord-, Midden- en Zuid-Amerika, de Verenigde Staten en één team uit Afrika, Zuid-Afrika. De overige teams moesten een kwalificatietoernooi spelen om de vier resterende plaatsen. Omdat de Verenigde Staten vanwege financiële problemen niet naar India afreisde, werd Slowakije alsnog toegelaten.
Kwalificatietoernooi in Polen
De beste twee landen, Tsjechië en Armenië plaatsten zich voor de eindronde.
| Land      | Win | Ver | DV | DT | +/- | Pnt |
| --------- | --- | --- | -- | -- | --- | --- |
| Tsjechië  | 3   | 0   | 58 | 23 | +35 | 6   |
| Armenië   | 2   | 1   | 43 | 39 | +4  | 4   |
| Slowakije | 1   | 2   | 29 | 47 | -18 | 2   |
| Polen     | 0   | 3   | 28 | 49 | -21 | 0   |

| Datum           | Plaats   | Land      | Score                 | Land      |
| --------------- | -------- | --------- | --------------------- | --------- |
| 28 januari 1995 | Warschau | Tsjechië  | 13 - 10               | Armenië   |
| 28 januari 1995 | Warschau | Slowakije | 11 - 7                | Polen     |
| 28 januari 1995 | Warschau | Tsjechië  | 20 - 8                | Polen     |
| 28 januari 1995 | Warschau | Armenië   | 15 - 13 nv 12 - 12 rs | Slowakije |
| 29 januari 1995 | Warschau | Tsjechië  | 25 - 5                | Slowakije |
| 29 januari 1995 | Warschau | Polen     | 13 - 18               | Armenië   |

Kwalificatietoernooi in Luxemburg
De beste twee landen, Portugal en Groot-Brittannië plaatsten zich voor de eindronde.
| Land             | Win | Ver | DV | DT | +/- | Pnt |
| ---------------- | --- | --- | -- | -- | --- | --- |
| Portugal         | 3   | 0   | 70 | 15 | +55 | 6   |
| Groot-Brittannië | 2   | 1   | 57 | 17 | +40 | 4   |
| Frankrijk        | 1   | 2   | 25 | 50 | -25 | 2   |
| Luxemburg        | 0   | 3   | 5  | 75 | -70 | 0   |

| Datum         | Plaats    | Land             | Score   | Land             |
| ------------- | --------- | ---------------- | ------- | ---------------- |
| 18 maart 1995 | Luxemburg | Frankrijk        | 16 - 3  | Luxemburg        |
| 18 maart 1995 | Luxemburg | Portugal         | 11 - 10 | Groot-Brittannië |
| 18 maart 1995 | Luxemburg | Groot-Brittannië | 22 - 0  | Luxemburg        |
| 18 maart 1995 | Luxemburg | Portugal         | 22 - 3  | Frankrijk        |
| 19 maart 1995 | Luxemburg | Portugal         | 37 - 2  | Luxemburg        |
| 19 maart 1995 | Luxemburg | Groot-Brittannië | 25 - 6  | Frankrijk        |

## Poule fase
De groepswinnaar is direct geplaatst voor de kwartfinale, de nummers twee en drie voor de tussenronde.

### Poule A
| Land     | Win | Gel | Ver | DV | DT | +/- | Pnt |
| -------- | --- | --- | --- | -- | -- | --- | --- |
| België   | 2   | 0   | 0   | 67 | 22 | +45 | 4   |
| Portugal | 1   | 0   | 1   | 40 | 32 | +8  | 2   |
| India    | 0   | 0   | 2   | 16 | 69 | -53 | 0   |

| Datum      | Plaats    | Land     | Score   | Land     |
| ---------- | --------- | -------- | ------- | -------- |
| 5 november | New Delhi | België   | 41 - 10 | India    |
| 6 november | New Delhi | India    | 6 - 28  | Portugal |
| 7 november | New Delhi | Portugal | 12 - 26 | België   |

### Poule B
| Land      | Win | Gel | Ver | DV | DT | +/- | Pnt |
| --------- | --- | --- | --- | -- | -- | --- | --- |
| Australië | 2   | 0   | 0   | 30 | 26 | +4  | 4   |
| Duitsland | 1   | 0   | 1   | 30 | 27 | +3  | 2   |
| Armenië   | 0   | 0   | 2   | 29 | 36 | -7  | 0   |

| Datum      | Plaats    | Land      | Score   | Land      |
| ---------- | --------- | --------- | ------- | --------- |
| 5 november | New Delhi | Duitsland | 11 - 13 | Australië |
| 6 november | New Delhi | Australië | 17 - 15 | Armenië   |
| 5 november | New Delhi | Armenië   | 14 - 19 | Duitsland |

### Poule C
| Land             | Win | Gel | Ver | DV | DT | +/- | Pnt |
| ---------------- | --- | --- | --- | -- | -- | --- | --- |
| Chinees Taipei   | 2   | 0   | 0   | 48 | 19 | +29 | 4   |
| Groot-Brittannië | 1   | 0   | 1   | 20 | 31 | -11 | 2   |
| Slowakije        | 0   | 0   | 2   | 16 | 34 | -18 | 0   |

| Datum      | Plaats    | Land             | Score   | Land             |
| ---------- | --------- | ---------------- | ------- | ---------------- |
| 5 november | New Delhi | Chinees Taipei   | 22 - 11 | Slowakije        |
| 6 november | New Delhi | Slowakije        | 5 - 17  | Groot-Brittannië |
| 7 november | New Delhi | Groot-Brittannië | 7 - 25  | Chinees Taipei   |

### Poule D
| Land        | Win | Gel | Ver | DV | DT | +/- | Pnt |
| ----------- | --- | --- | --- | -- | -- | --- | --- |
| Nederland   | 2   | 0   | 0   | 64 | 18 | +46 | 4   |
| Tsjechië    | 1   | 0   | 1   | 24 | 30 | -6  | 2   |
| Zuid-Afrika | 0   | 0   | 2   | 16 | 56 | -40 | 0   |

| Datum      | Plaats    | Land        | Score   | Land        |
| ---------- | --------- | ----------- | ------- | ----------- |
| 5 november | New Delhi | Nederland   | 39 - 11 | Zuid-Afrika |
| 6 november | New Delhi | Zuid-Afrika | 5 - 17  | Tsjechië    |
| 7 november | New Delhi | Tsjechië    | 7 - 25  | Nederland   |

## Eindfase

### Tweede Ronde
De winnaar gaat door naar de kwartfinale. Elke nummer twee uit de groep speelde tegen een nummer drie uit een andere groep.
| Datum      | Plaats    | Land             | Score   | Land        |
| ---------- | --------- | ---------------- | ------- | ----------- |
| 8 november | New Delhi | Groot-Brittannië | 21 - 12 | Zuid-Afrika |
| 8 november | New Delhi | Tsjechië         | 22 - 11 | Slowakije   |
| 8 november | New Delhi | Portugal         | 20 - 12 | Armenië     |
| 8 november | New Delhi | Duitsland        | 28 - 11 | India       |

## Eindfase
In de kwartfinale speelde na loting een groepswinnaar tegen een winnaar van de tussenronde.
| Datum      | Plaats    | Land           | Score   | Land             | Voor plek |
| ---------- | --------- | -------------- | ------- | ---------------- | --------- |
| 9 november | New Delhi | Zuid-Afrika    | 10 - 20 | Armenië          | 9 t/m 12  |
| 9 november | New Delhi | Slowakije      | 14 - 10 | India            | 9 t/m 12  |
| 9 november | New Delhi | België         | 14 - 7  | Tsjechië         | 1 t/m 8   |
| 9 november | New Delhi | Australië      | 15 - 11 | Groot-Brittannië | 1 t/m 8   |
| 9 november | New Delhi | Chinees Taipei | 11 - 16 | Portugal         | 1 t/m 8   |
| 9 november | New Delhi | Nederland      | 28 - 12 | Duitsland        | 1 t/m 8   |

| Datum       | Plaats    | Land             | Score   | Land           | Voor plek |
| ----------- | --------- | ---------------- | ------- | -------------- | --------- |
| 10 november | New Delhi | Tsjechië         | 11 - 18 | Chinees Taipei | 5 t/m 8   |
| 10 november | New Delhi | Groot-Brittannië | 14 - 15 | Duitsland      | 5 t/m 8   |
| 10 november | New Delhi | België           | 28 - 4  | Australië      | 1 t/m 4   |
| 10 november | New Delhi | Portugal         | 13 - 28 | Nederland      | 1 t/m 4   |

| Datum       | Plaats    | Land           | Score   | Land             | Voor plek |
| ----------- | --------- | -------------- | ------- | ---------------- | --------- |
| 11 november | New Delhi | Zuid-Afrika    | 17 - 14 | India            | 11 en 12  |
| 11 november | New Delhi | Armenië        | 22 - 20 | Slowakije        | 9 en 10   |
| 11 november | New Delhi | Tsjechië       | 12 - 10 | Groot-Brittannië | 7 en 8    |
| 11 november | New Delhi | Chinees Taipei | 12 - 8  | Duitsland        | 5 en 6    |
| 11 november | New Delhi | Australië      | 11 - 13 | Portugal         | 3 en 4    |
| 11 november | New Delhi | België         | 13 - 21 | Nederland        | 1 en 2    |

## Eindstand WK 1995
| Plaats op ranglijst | Team             |
| ------------------- | ---------------- |
| Goud                | Nederland        |
| Zilver              | België           |
| Brons               | Portugal         |
| 4                   | Australië        |
| 5                   | Chinees Taipei   |
| 6                   | Duitsland        |
| 7                   | Tsjechië         |
| 8                   | Groot-Brittannië |
| 9                   | Armenië          |
| 10                  | Slowakije        |
| 11                  | Zuid-Afrika      |
| 12                  | India            |

## Kampioen
| Kampioen van WK 1995      |
| ------------------------- |
| Nederland Vierde WK titel |

1978 · 
1984 · 
1987 · 
1991 · 
1995 · 
1999 · 
2003 · 
2007 · 
2011 · 
2015 · 
2019 · 
2023 ·